# Jörn Domeier

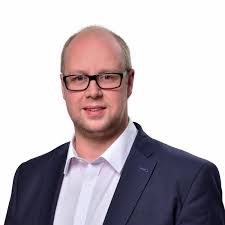
Jörn Domeier 2017

Jörn Domeier (* 13. Oktober 1979 in Helmstedt) ist ein deutscher Politiker (SPD). Seit 2017 ist er Abgeordneter im Landtag Niedersachsen.

## Leben
Jörn Domeier absolvierte nach der Realschule eine Ausbildung zum Verwaltungsfachangestellten und war in diesem Beruf in der Kommunalverwaltung tätig. Nebenberuflich bildete er sich zum Industriemeister und Technischen Betriebswirt (IHK) weiter. Bis zu seiner Wahl in den Landtag 2017 arbeitete Domeier bei der Volkswagen AG in der Produktion.
Domeier wohnt in Rottorf am Klei und ist Lutheraner. Er ist verheiratet und hat zwei Kinder.

## Partei und Politik
Domeier trat 1996 in die SPD ein. In Helmstedt war er acht Jahre lang Ortsvereinsvorsitzender und gehörte dem Rat der Stadt an. Bei der Landtagswahl in Niedersachsen 2017 erhielt er das Direktmandat im Landtagswahlkreis Helmstedt. Bei der Landtagswahl in Niedersachsen 2022 konnte er das Direktmandat verteidigen. Er ist der stellvertretende Vorsitzende des Ausschusses für Ernährung, Landwirtschaft und Verbraucherschutz Im Landtag.
Bei den Kommunalwahlen in Niedersachsen 2021 trat er in der Samtgemeinde Nord-Elm als Samtgemeindebürgermeisterkandidat an. Im ersten Wahlgang erreichte er 29 % der Stimmen, unterlag aber in der Stichwahl dem von der CDU unterstützten Kandidaten Andreas Kühne.